# Centrální urychlovač částic
Centrální urychlovač částic je patnáctý díl třetí řady amerického televizního seriálu Teorie velkého třesku. V této epizodě hostují Erin Pickett a Lisa Randallová. Režisérem epizody je Mark Cendrowski.

## Děj
Leonard dostane šanci jet na valentýna do Švýcarska, kde bude mít příležitost vidět Velký hadronový urychlovač. Může vzít někoho s sebou a Sheldon očekává, že to bude on, koho si Leonard vybere. Ten však zvolí Penny a Sheldon se cítí být zrazený. Po všech neúspěšných pokusech o přemlouvání Leonarda se Sheldon obrátí na Penny, což vede k přerušení přátelství mezi ním a právě Leonardem. Penny však chytá chřipku a Leonard tak nakonec nabízí cestu do Švýcarska Sheldonovi. Stejně tak i on onemocní (pravděpodobně chytil bacil od Penny, která jej před tím obejmula) a s Leonardem nakonec do Švýcarska cestuje Raj.

## Obsazení
| Johnny Galecki  | Leonard Hofstadter |
| Jim Parsons     | Sheldon Cooper     |
| Kaley Cuoco     | Penny              |
| Simon Helberg   | Howard Wolowitz    |
| Kunal Nayyar    | Raj Koothrappali   |
| Erin Pickett    | host v kavárně     |
| Lisa Randallová | host               |